# Шалаши (Крым)
Шалаши́ (до 1948 года Кара́-Чора́-Мулла́; укр. Шалаші, крымскотат. Qara Çora Molla, Къара Чора Молла) — село в Сакском районе Республики Крым, входит в состав Добрушинского сельского поселения (согласно административно-территориальному делению Украины — Добрушинского сельсовета Автономной Республики Крым).

## Население
| 2001 | 2014 |
| ---- | ---- |
| 94   | ↘78  |

Всеукраинская перепись 2001 года показала следующее распределение по носителям языка
| Язык             | Процент |
| ---------------- | ------- |
| русский          | 73.4    |
| крымскотатарский | 23.4    |
| белорусский      | 2.13    |
| украинский       | 1.06    |

### Динамика численности
| - 1806 год — 18 чел. - 1864 год — 5 чел. - 1900 год — 58 чел. - 1915 год — 43/6 чел. - 1926 год — 109 чел. | - 1989 год — 87 чел. - 2001 год — 94 чел. - 2009 год — 69 чел. - 2014 год — 78 чел. |

## Современное состояние
На 2016 год в Шалашах числится 2 улицы — Зелёная и Латышская; на 2009 год, по данным сельсовета, село занимало площадь 4,3 гектара, на которой в 32 дворах числилось 69 жителей. Село связано автобусным сообщением с Евпаторией и соседними населёнными пунктами.

## География
Шалаши — село на северо-западе района, у границы с Раздольненским. Находится в степном Крыму, в маловодной балке, впадающей с востока в вершину озера Донузлав, высота центра села над уровнем моря — 59 м. Соседние сёла: Елизаветово — около 6 км на юго-запад и Солдатское в 2 км на северо-запад. Расстояние до райцентра — около 61 километра (по шоссе), ближайшая железнодорожная станция — Евпатория в 40 километрах. Транспортное сообщение осуществляется по региональной автодороге 35Н-456 по шоссе Елизаветово — Солдатское, далее просёлок.

## История
Первое документальное упоминание села встречается в Камеральном Описании Крыма… 1784 года, судя по которому, в последний период Крымского ханства Кора Чола Мола  входил в Шейхелский кадылык Козловского каймаканства. После присоединения Крыма к России (8) 19 апреля 1783 года, (8) 19 февраля 1784 года, именным указом Екатерины II сенату, на территории бывшего Крымского Ханства была образована Таврическая область и деревня была приписана к Евпаторийскому уезду. После Павловских реформ, с 1796 по 1802 год, входила в Акмечетский уезд Новороссийской губернии. По новому административному делению, после создания 8 (20) октября 1802 года Таврической губернии, Карачора-Мулла был включён в состав Хоротокиятской волости Евпаторийского уезда.
По Ведомости о волостях и селениях, в Евпаторийском уезде с показанием числа дворов и душ… от 19 апреля 1806 года в деревне Карачора-Мулла числилось 2 двора, 16 крымских татар и 2 ясыров. На военно-топографической карте генерал-майора Мухина 1817 года в деревне обозначены те же 2 двора. После реформы волостного деления 1829 года Кара Чора Мулла, согласно «Ведомости о казённых волостях Таврической губернии 1829 года» отнесли к Аксакал-Меркитской волости (переименованной из Хоротокиятской). На карте 1836 года в деревне 6 дворов, а на карте 1842 года Кара-Чора-Мулла обозначен условным знаком «малая деревня», то есть, менее 5 дворов.
В 1860-х годах, после земской реформы Александра II, деревню приписали к Чотайской волости.
В «Списке населённых мест Таврической губернии по сведениям 1864 года», составленному по результатам VIII ревизии 1864 года, Кара-Чора-Молла — владельческая деревня, с 1 двором и 5 жителями при колодцах. По обследованиям профессора А. Н. Козловского 1867 года, вода в колодцах деревни была «хорошая, пресная», а их глубина достигала 20—25 саженей (42—53 м). На трехверстовой карте Шуберта 1865—1876 года обозначена Кара-Чора-Мулла, без указания числа домов и приписан господский двор, а на верстовой карте 1890 года обозначена экономия Карачора-Молла без указания числа дворов.
Земская реформа 1890-х годов в Евпаторийском уезде прошла после 1892 года, в результате Кара-Чора-Моллу приписали к Агайской волости. По «…Памятной книжке Таврической губернии на 1900 год» в усадьбе Кара-Чора-Молла числилось 58 жителей в 2 дворах. По Статистическому справочнику Таврической губернии. Ч.II-я. Статистический очерк, выпуск пятый Евпаторийский уезд, 1915 год, в деревне Кара-Чора-Мулла (Афан. Трещёва и И. Фоленвайдера) Агайской волости Евпаторийского уезда числилось 2 двора со смешанным населением в количестве 43 человека приписных жителей и 6 — «посторонних», из которых 22 мужчины и 30 женщин. Жители владели 1060 десятинами удобной земли(оба двора с землёй). В хозяйствах имелось 75 лошадей, 32 вола, 11 коров и 500 голов мелкого скота.
После установления в Крыму Советской власти, по постановлению Крымревкома от 8 января 1921 года № 206 «Об изменении административных границ» была упразднена волостная система и село вошло в состав Евпаторийского района Евпаторийского уезда, а в 1922 году уезды получили название округов. 11 октября 1923 года, согласно постановлению ВЦИК, в административное деление Крымской АССР были внесены изменения, в результате которых округа были отменены и произошло укрупнение районов — территорию округа включили в Евпаторийский район. Согласно Списку населённых пунктов Крымской АССР по Всесоюзной переписи 17 декабря 1926 года, в селе Кара-Чора-Мулла, Отешского сельсовета Евпаторийского района, числился 21 двор, все крестьянские, население составляло 109 человек, из них 79 украинцев, 28 русских, 1 немец, 1 записан в графе «прочие», действовала русская школа. После создания 15 сентября 1931 года Фрайдорфского (переименованного в 1944 году в Новосёловский) еврейского национального (лишённого статуса национального постановлением Оргбюро ЦК КПСС от 20 февраля 1939 года) района Кара-Чора-Муллу включили в его состав.
С 25 июня 1946 года Кара-Чора-Мулла в составе Крымской области РСФСР. Указом Президиума Верховного Совета РСФСР от 18 мая 1948 года, Кара-Чора-Мулла переименовали в Шалаши. 25 июля 1953 года Новоселовский район был упразднен и село включили в состав Раздольненского. 26 апреля 1954 года Крымская область была передана из состава РСФСР в состав УССР. Время включения в состав Воронкинского сельсовета пока не установлено: на 15 июня 1960 года село уже числилось в его составе. Указом Президиума Верховного Совета УССР «Об укрупнении сельских районов Крымской области», от 30 декабря 1962 года село присоединили к Евпаторийскому району. 1 января 1965 года, указом Президиума ВС УССР «О внесении изменений в административное районирование УССР — по Крымской области», Евпаторийский район был упразднён и село включили в состав Сакского (по другим данным — 11 февраля 1963 года). К 1 января 1968 года село в Добрушинском сельсовете. По данным переписи 1989 года в селе проживало 87 человек. С 12 февраля 1991 года село в восстановленной Крымской АССР, 26 февраля 1992 года переименованной в Автономную Республику Крым. С 21 марта 2014 года в составе Крыма аннексировано Россией.